# Tomás Gallo Goyenechea
José Tomás Gallo Goyenechea (Copiapó, Chile, 18 de septiembre de 1822 - Copiapó, 17 de diciembre de 1896) fue un empresario y político chileno.

## Primeros años de vida
Su padre fue el millonario minero de la plata de Chañarcillo, Miguel Gallo Vergara y su madre fue Candelaria Goyenechea y de la Sierra; fue el primogénito de tres hermanos destacados. 
Estudió en La Serena y se dedicó a las actividades, estudio y explotaciones mineras; fomentó la producción en numerosas minas de la zona norte. Llegó a ser presidente de la Junta de Minería de Copiapó. Fue un hombre de gran carácter, activo y resuelto.

## Vida política
Electo regidor, y nombrado intendente interino por Copiapó, en diferentes ocasiones. Fue elegido diputado suplente por "Copiapó", período 1843-1846; se incorporó en propiedad, porque el diputado propietario electo, Manuel Montt Torres, optó por Petorca. 
Electo diputado propietario por "Caupolicán", período 1852-1855; integró la Comisión Permanente de Negocios Eclesiásticos. 
Electo diputado propietario por "Copiapó y Caldera", período 1858-1861. 
En la revolución dirigida por su hermano, en 1859, se encontraba en Santiago y fue comisionado para ir al sur en misión de propaganda revolucionaria; fue tomado preso en Chillán y llevado a Concepción, pero logró escapar. 
Nuevamente electo diputado propietario por "Copiapó y Caldera", período 1864-1867; integró la Comisión Permanente de Guerra y Marina. 
Fue elegido diputado suplente por "Copiapó", período 1867-1870; el propietario fue su hermano, Pedro León Gallo Goyenechea. 
Tuvo la osadía de protestar en alta voz y en pleno Congreso, contra el mensaje leído por el presidente Manuel Montt: expresó que era inexacto y pidió la palabra para demostrarlo. 
Después de su último período como parlamentario, se retiró a su ciudad natal, donde dio gran impulso a la minería, realizó algunas obras de bien público y vivió alejado de las luchas doctrinarias. 